# Vibrationsbohle

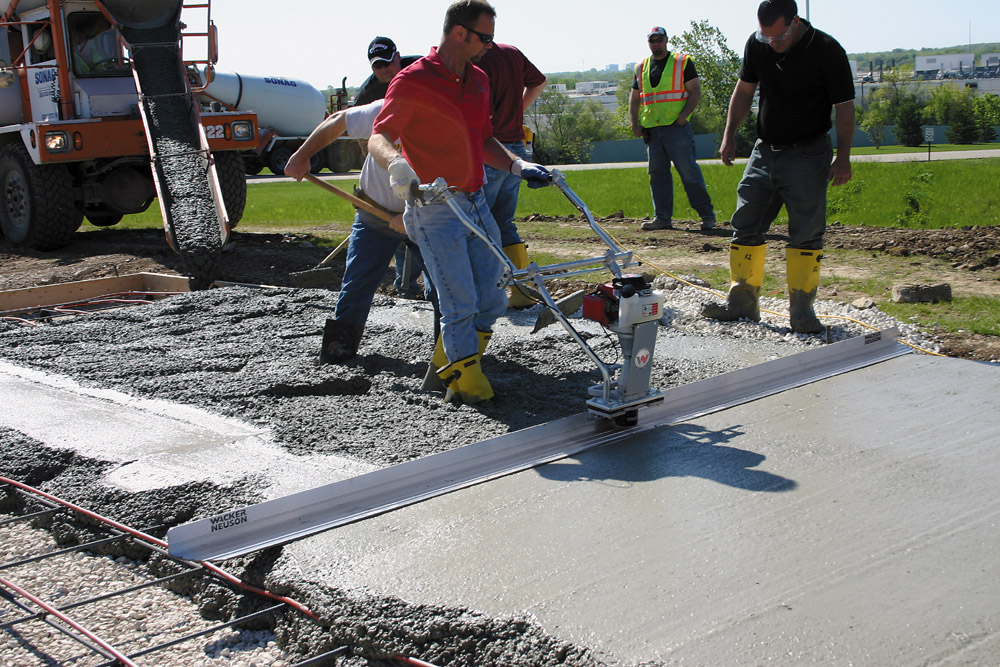
Wacker Neuson Vibrationsbohle P 35A

Eine Vibrationsbohle ist eine motorbetriebene Baumaschine zur Ausrichtung, Planung und Verdichtung verlegter Betonmischung. Ebenso wie Innenrüttler werden Vibrationsbohlen handgeführt und entweder durch einen Elektro- oder Benzinmotor betrieben.
Zum Glätten und Verdichten des verteilten und leicht angezogenen Betons kann auch ein Flügelglätter verwendet werden.

## Leistung und Größe
Die Verdichtungsleistung der Vibrationsbohle wird hauptsächlich bestimmt durch die Zentrifugalkraft der vibrationserzeugenden Unwucht und nur zu einem geringen Anteil durch das statische Eigengewicht.

## Sicherheit
In Deutschland ist nach den Richtlinien der Berufsgenossenschaften eine jährliche UVV-Überprüfung bei kraftbetriebenen Verdichtern und Rüttelplatten vorgeschrieben.